# Río Dajia
Río Dajia (en chino: 大甲溪; pinyin: Dàjiǎ Xī;) es un río en el centro-norte de Taiwán. Fluye a través de la ciudad de Taichung por 124 km Las fuentes del Dajia son la Montaña Hsuehshan y el monte Nanhu en la Cordillera Central El río Dajia  fluye a través de distritos de la ciudad de Taichung de Heping, Xinshe, Dongshi, Shigang, Fengyuan, Houli, Shengang, Waipu, Dajia, Qingshui y Da'an antes de desembocar en el estrecho de Taiwán.
El Dajia produce flujos de tierra frecuentes, durante los tifones y lluvias torrenciales, dañando casas y rompiendo los caminos, a veces de forma permanente.